# パンくん
パンくん（Pan-kun、2001年10月1日 - ）は、熊本県阿蘇市の阿蘇カドリー・ドミニオンで飼育されているオスのチンパンジーである。幼児期に動物タレントとして活躍した。

## 概要
宮崎市フェニックス自然動物園で産まれ、のちに阿蘇カドリー・ドミニオンに移された。2004年から2012年にかけて、ブルドッグの「ジェームズ」とともに日本テレビのバラエティ番組『天才!志村どうぶつ園』にモモちゃんとゴルディの後任として出演し、「天才チンパンジー」 と呼ばれて人気を博した。TBSのバラエティ番組『どうぶつ奇想天外!』にもレギュラー出演した。阿蘇カドリー・ドミニオンの動物ショー『みやざわ劇場』でもショーを披露した。

## 経歴
2001年10月1日、宮崎市フェニックス動物園で誕生した。父アンチャン、母ヨウ。幼名はヨウイチ。母親に育児放棄をされ人の手で育つ。
2004年に阿蘇カドリー・ドミニオンにメスのチンパンジー「ポコちゃん」と共に移され、3月25日からトレーナーの宮沢厚と一緒に公開される。
同年3月頃、パンくんとポコちゃんの“新居”が計画される。これはのちに「チンパンジー学習の森」となった。このときのパンくんは冷暖房完備の園内の家に居住していた。
同年7月17日、みやざわ劇場がグランドオープン。パンくんの初舞台は「夢のなる木」。同年に、「天才!志村どうぶつ園」と「どうぶつ奇想天外!」の2つのテレビ番組のレギュラーや準レギュラーとなる。また、パチンコ機器メーカーのサンキョーのテレビコマーシャルに志村けんと出演した。
2007年には、園内にチンパンジーを自然に近い環境で飼育するための施設「チンパンジー学習の森」がオープンし、ポコちゃんとともに暮らす。
2008年、パンくんに疑似繁殖行動も見られるようになった（上山栄二園長談）。
2012年には、同年7月に始まる「引退公演」を最後にショーの主演を引退すると発表された。これは、10歳のパンくんの恋人とされるポコちゃん（10歳）が性成熟（初潮）を迎えたのに合わせて、繁殖にチャレンジさせるためである。同年9月6日に事故を起こし、謹慎となった（後述）。同年11月23日、「チンパンジー学習の森」で恋人ポコちゃんとともに一般公開が再開され、園は「赤ちゃん誕生が待ち遠しい。温かく見守ってほしい」とコメントした。同年12月、テレビ出演も再開した。
2015年9月22日に、パン君とポコちゃんの子供のプリンが生まれた。性別はメス。
このことは、2015年10月3日放送 の「志村どうぶつ園」で発表された。

## キャラクター
生まれた頃より人間と共に生活し、人間の生活様式を教えられてきたため、特に人間のような行動をとり、趣味を持つと番組内で紹介される。

### 人間と似た行動
- 衣服を着用する[16][出典無効]。
- ブルドッグのジェームズをリードをきちんと使用して散歩させる[17][出典無効][18]
- おつかいや買い物を一人で、もしくはジェームズの散歩がてら行う[16][出典無効]。
- カメラで写真を撮影する[19]
- 箸、スプーン等を上手に用いて食事をとる[20][21]
- 焼き魚を骨だけ残して綺麗に食べる[22][出典無効]。
- その他温泉、シャボン玉など初めて経験するものはやや警戒するが、慣れると人間のように対応する[21][23][24]

### パンくん独特の行動
- 初対面の人物（番組の出演者）に好意を持って抱きつくと、相手の鼻の穴をほじる癖を持つ[16]。
- 時折地面に仰向けに倒れ、全身が痙攣したように震えることがある[要出典]。
- 番組収録などで、志村けんに会うと、挨拶代わりにバック転をする[14]

特に写真撮影がお気に入りの趣味 としてテレビ番組では紹介されている。番組内では常にカメラを携帯し、気に入った風景や被写体をその場で撮影している。初期の頃は不慣れな為か、むやみにシャッターを切っただけとも思えるものばかりであったが、近年では被写体を主役としてよく捉えブレも少なくなっており、人間の作品と遜色がない程にまで成長した。

#### 特徴
バナナやブドウが好物である。
また、カップラーメンも好物で、器用にポットからお湯を注いで作って食べている。
焼き芋とどら焼きも好きである。
一方でたとえぬいぐるみでも怖がるほどにヘビが苦手であり、一度山道で遭遇してジェームズに助けられたことがある。
ジェンガが得意で、チンパンジーにある手先の器用さを生かして慎重に倒さぬ様に見事にブロックを抜き取れる。『天才!志村どうぶつ園』では志村けんとジェンガをして、先述した器用さで慎重なブロックの抜き取り方で次々に上手にブロックを抜き取り、志村を翻弄。最後は志村がタワーを倒してしまい、パンくんが勝利した。

#### 人間の感情の読み取り
宮沢によると、舞台において、遊んでいて演技が遅れたパンくんを目撃していた劇団員が、終了後に宮沢に報告した途端、それを見ていたパンくんが慌てて宮沢に謝って来た。次回からは練習もしないのに、演技をスムーズに行うようになった。

### パンくんの日常
2007年以降、通常は阿蘇カドリー・ドミニオンの「チンパンジー学習の森」に展示されており、時間が来るとみやざわ劇場に出演する。番組収録のある時は劇をポコちゃんと交代する。

### 主な関係動物・関係者

#### ジェームズ
パンくんの相棒。子沢山のブルドッグ。2003年12月19日に生まれ、2016年3月8日に永眠する。人間換算年齢よると97.6歳 生後10ヶ月からテレビ出演。みやざわ劇場にも出演。パンくんと共に阿蘇カドリー・ドミニオンの顔として、看板やポスターに登場していた。

#### ポコ
北海道札幌市にある札幌市円山動物園で生まれたメスのチンパンジーで、2004年にパンくんや『宮沢さん』と一緒に阿蘇カドリー・ドミニオンに引っ越した。同年よりみやざわ劇場に出演。又、パンくんと共にテレビ出演もした。
2001年9月27日生まれ。幼名ミヨ。
ちょっと気が強く、2011年現在の力関係はポコちゃんが上のようであり、おやつを独り占めにしている。パンくんとは寝室は別である。パンくんはポコちゃんに好意をもっている。
2015年9月に「プリン」（後述）を出産。

#### ゴウ
茨城県日立市の日立市かみね動物園で生まれたメスのチンパンジーで、パンくんの異父兄妹にあたる。
2011年2月7日生まれ。
人工保育であるため“おしめ”をし、生後4ヶ月の時に、番組内で山瀬まみが世話をした。
2012年に動物園のチンパンジーの群れに加わり、人工保育の個体の群れ復帰の成功例となった。

#### 異母兄弟
CHIMPAN NEWS CHANNELに出演していた二代目ゴメス・チェンバリンこと市原ぞうの国のスマイルとは異母兄弟にあたる。

#### 宮沢厚
みやざわ劇場の主宰で、アニマルトレーナー。「パンくんのお父さん」とも呼ばれる。

#### プリンちゃん
2015年、ポコちゃんが産んだ子供。メス。
生後4日目に赤ちゃんは母親「ポコちゃん」から離され、飼育スタッフの手で育てられることになる。番組では、赤ちゃんが未熟で弱った状態にあるため、やむを得ず一時的に母子を隔離すると説明されているが、野生チンパンジーの研究者である松阪崇久は、赤ちゃんが未熟で弱った状態にあるとする番組の説明には矛盾や間違いがあるとを指摘し、早期に赤ちゃんを母親に返すべきではないかと主張している。また、類人猿研究者や動物園関係者からなる団体であるSAGAからも批判声明が出されている。
2015年10月31日放送の「天才!志村どうぶつ園」で、「プリン」と名付けられたことが公表された。

## 商品
知名度を反映して、刊行物・食品などにパンくんの関連商品が多数があり、『パンくんとジェームズのおつかいシリーズ』のDVDは2005年7月から多数販売された（詳細は#関連商品を参照）。

また、パンくんとジェームスがタイアップした「高校生のコメロンパン」が年間20万個以上売れている。

## 女性研修員襲撃事件

### 突如の狂暴化と公開の中止
2012年9月6日、『みやざわ劇場』の公演終了直後、パンくんが舞台袖にいた女性研修員に飛び掛り噛み付いた。『宮沢さん』こと宮沢厚とトレーナーが引き離したが、研修員は額や耳の後ろ、腰、足首を噛まれ約2週間のけがを負った。研修員は病院へドクターヘリで運ばれ、縫合手術を受けた。この事故を受けて園は当面の間ショーを中止とした。毎日新聞は「こんなことは初めてで驚いている。原因も分からない」（園）とし、産経新聞は「襲った原因は不明だが、チンパンジーは大人に近づくと、雌への優位性を示そうと攻撃的になることがある」（広報担当者）としている。
パンくんは本格的な繁殖準備に入るために2013年4月までの予定で引退公演に出ていたが、園は「今後のショー開催は厳しい」と見解し、宮沢劇場も一般公開も見合わせた。
レギュラー出演しているテレビ番組「天才!志村どうぶつ園」でも、パンくんの出演部分の放送を見合わせた。

### 公開の再開
事故後、パンくんは人目につかない飼育舎で謹慎として飼育された。
2012年11月23日、78日ぶりに園内「チンパンジー学習の森」において、雌のポコちゃんとともに一般公開が再開された。
みやざわ劇場は、宮沢厚トレーナーにより、主演をブルドッグのジェームズにして再開された。
安全上の問題からパンくんを「チンパンジー学習の森」の外に出すことはできなくなり、上山栄二園長からは「もう今までのように志村けんさんの番組などのロケは難しい」ことが語られている。

### テレビ出演
日本テレビの『天才!志村どうぶつ園』は志村けんを伴って、2012年10月にパンくんを訪れ、その模様が2012年12月22日に放送された。
トレーナーの宮沢厚が志村にパンくんに会って欲しいと話し、志村も、一般見学者と同様にガラス越しにパンくんと対面した。
志村はパンくんの住処には入れなかったが、パンくんはしきりに番組で習った技を披露した。
志村は「パンくん、ごめんね。褒めてやりたいけど…」「パンくんに子どもができるのを待つしかない」と語り、またパンくんの元気な様子を見て帰り道では安堵の表情をしていた。
志村は事故に際して、「私達のなかでは パン君 大好き いい子です 放送しなくてもパン君に 会いに行きます」、「そのアシスタントの女性にも 癒しに行きたい 動物は優しいよって 人は動物からどんだけ癒されるか」とオフィシャルブログに綴っている。
2013年1月の放送では、パンくんとポコちゃんが登場し、風邪予防ということで与えられたネギを食べた。
同年3月の『天才!志村どうぶつ園』は番組10周年と題し、過去のパンくんの登場する映像を放送している。

## テレビ出演をめぐる議論

### 環境省の見解
2005年8月5日の環境大臣小池百合子(当時)記者会見において、パンくんの「繁殖目的での譲渡」に関して「種の保存法」の本来の目的から逸れているとして、公益社団法人日本動物園水族館協会（以下「JAZA」）を通じて事情を聞くと発表された。

### 日本動物園水族館協会の見解
JAZAは環境省とは別に、「過度な擬人化は倫理要綱に抵触する」としてパンくんの取り扱いに関する見直しを園に求めたが、2008年、園に対し退会を勧告した。それに対して2009年1月、園側は「動物の様子を来場者に喜んでもらうという事業方針と相いれない」として退会した。JAZA会長小宮輝之（当時）は、「成獣に近い希少動物のチンパンジーを見せ物にすることは繁殖活動にも影響が出る」と懸念を表明している。
一方、「天才!志村どうぶつ園」を放送する日本テレビは、「専門家やトレーナーと協議を重ねながら負担のないよう注意深く対応してきた。擬人化については、引き続き専門家に判断を仰ぎながら検討していきたい」と出演を続ける意向を示し、2011年にもパンくんはテレビに出演を続けた。

### 研究者・専門家の見解
京都大学霊長類研究所国際共同先端研究センター助教徳山奈帆子によれば、番組内でのパンくんの2足歩行は訓練の結果であり、チンパンジーの本来の歩行は握りこぶしを地面につけて4本足で歩くナックルウォークという歩き方であるため、ショーを行っていない時のパンくんはチンパンジー本来の歩き方で歩いている、と指摘している。また番組や所属の動物園によるパンくんは母親に育児放棄をされ、人の手で育てられたという説明に対し、動物園のような人工保育下で育ったメスは子育ての仕方を知らないことから子どもは育児放棄されてしまうため、一度人工保育になったとしてもできるだけ早い時期に母親、もしくは群れに戻すことが行われているとした上で、野生のチンパンジーの子どもは常に母親と一緒で子どもを不安な状態で放置することなどありえず、パンくんのように「1人で何かをする」こと自体がチンパンジーの子どもには強いストレスとなる、としている。
番組内でのパンくんの感情表出についての論文 を執筆した大阪成蹊大学准教授の松阪崇久は番組中のテロップやナレーションによってパンくんの感情表現の改変や表現されていない感情の演出、チンパンジーの泣き声であるフィンパーの音声が追加されている場面があるとし、パンくんの感情とは違うテロップやナレーションを付けることは視聴者を騙す捏造行為であり、番組の企画はパンくんの犠牲の上に成り立っていた娯楽である、と批判している。

## 関連商品

### DVD一覧
パンくんとジェームズのおつかいシリーズのDVDは2005年7月から多数販売されている。
- パンくんとジェームズ 2005年7月29日,30分,ビクターエンタテインメント,ASIN B000A7BWR8,宮沢厚出演
- パンとジェームズおつかい大挑戦 2005年11月23日販売,74分,バップ,ASIN B000BIX7SI,TVバラエティ
- パン＆ジェームズのおつかい大挑戦!2 2006年3月24日,74分,バップ,ASIN B000EBDFNE,TVバラエティ
- パンくんとジェームズ～おそうじをてつだう!の巻～ 2006年3月27日,40分,ビクターエンタテインメント,ASIN B000ECY3AM,宮沢厚出演
- パンくんとジェームズ ～ジェームズパパの奮闘記!の巻～ 2006年7月28日,30分,ビクターエンタテインメント,ASIN B000FZDMWS
- パンくんとジェームズ～ピクニックへ行く!の巻～ 2006年12月6日,30分,ビクターエンタテインメント,ASIN B000J10A50
- パンくんとジェームズ～大活躍!ステージ集の巻～ 2007年3月21日,50分,ビクターエンタテインメント,ASIN B000N2HAU8,宮沢厚出演
- パンくんとジェームズ ～こどもだいすき～ ,2007年6月21日,20分,HiHi Records,ASIN B000PWQPDY
- パンくんとジェームズ ～いっしょにあそぼう～ 2007年6月21日,20分,HiHi Records,ASIN B000PWQPDO,宮沢厚出演
- パンくん＆ジェームズ みやざわ劇場の全記録 監修宮沢厚,製作著作阿蘇カドリー・ドミニオン,限定DVD[9][45]

### 書籍
- パンの本 阿蘇に住んでるパンくんファミリー - パン(著), 須田慎太郎(編集,写真), 宮沢厚(翻訳)．書籍情報社、2004年7月、ISBN 9784915999123
- パンの本2 阿蘇に住んでるパンくんファミリー - パン(著), 須田慎太郎(編集,写真), 宮沢厚(翻訳)．書籍情報社、2007年7月 ISBN 9784915999123
- 1・2・パンくん!―パン&ジェームズフォトブック - 宮沢厚(監修), 八木沢芳彦(写真)．ジャイブ、2005年3月、ISBN 9784861760617
- ドリトル先生みやざわ劇場版公式フォトブック パン＆ジェームズ2 - 宮沢厚(監修), 八木沢芳彦(写真)．ジャイブ、2006年04月、ISBN 9784861761300
- パン&ジェームズのおきらくアニマル小学校 パンくん学校へ行く!!の巻 - 滝沢のぼる(イラスト), カドリー・ドミニオン（協力）．ポプラ社、2008年3月、ISBN 9784591102794
- ポプラ社ノンフィクション(7) ぼくはアニマルトレーナー - 宮沢 厚(著)．ポプラ社、2011年07月、ISBN 9784591125045
- パンくんとゆかいな仲間たちカレンダー2007 - ハゴロモ、2006年09月、ISBN 9784777433001
- パンくん&ジェームズ 2008年カレンダー - ハゴロモ、2007年10月1日、ISBN 9784777442539

### 食品
- 「パンくんバーガー」 - 園内の「パンくんバーガーショップ」で2008年から販売された[46]。
- 「パンくんプリン」 - カドリー・ドミニオンの関連会社「阿蘇デリシャス」が販売したプリン[47]
- 「高校生のコメロンパン」 - 熊本県立鹿本農業高等学校食品加工部が開発した米粉を用いたメロンパン。ジェームズとともに顔写真が使われ、鶴屋百貨店や東急百貨店で販売された[48]。

### IT
- 「パンくんとジェームズ ゆびにんぎょう」 - ブログパーツ[49]。
- 「宮沢厚の月刊パンくん通信」 - 2011年6月2日から約1年間配信されたiOS向けのアプリ [50]。